# Leuciscus
Leuciscus (griech. leukos – glänzend, leuchtend, weiß; bezugnehmend auf die silberfarbene Beschuppung) ist eine Gattung aus der Familie der Karpfenfische. Ihr Verbreitungsgebiet erstreckt sich über Europa, West- und Nordasien. In der Regel handelt es sich um Süßwasserbewohner, die in Flüssen und Seen zu Hause sind. Einige Arten sind auch im Brackwasser zu finden.

## Merkmale
Es sind Fische verhältnismäßig geringer Größe mit einem länglichen, seitlich wenig zusammengedrückten Körper. Das Maul ist end-, ober- oder unterständig und trägt keine Barteln. Die Seitenlinie ist immer vollständig. Der Körper ist von mittelgroßen bis großen Schuppen bedeckt. Die Rücken- und die Afterflosse sind recht kurz, die Rückenflosse beginnt etwa in Höhe der Bauchflossen. Hinter den Bauchflossen ist der Bauch ungekielt. Leuciscus-Arten verfügen über zwei Reihen Schlundzähne, meist mit der Schlundzahnformel 2,5 – 5,2; 3,5 – 5,3 oder 2,5 – 4,2.

## Arten
Seit ihrem Bestehen wurden der Gattung wiederholt Arten zugeordnet oder Arten aus ihr entfernt, außerdem wechselten mehrfach die wissenschaftlichen Artnamen innerhalb der Gattung. Viele ihrer Vertreter bilden eine Reihe von Lokalformen und Unterarten aus.
- Rapfen (Leuciscus aspius) (Linnaeus, 1758)
- Leuciscus baicalensis (Dybowski, 1874)
- Leuciscus bergi Kashkarov, 1925
- Leuciscus burdigalensis Valenciennes, 1844
- Leuciscus cephaloides Battalgil, 1942
- Döbel (Leuciscus cephalus) (Linnaeus, 1758)
- Leuciscus chuanchicus (Kessler, 1876)
- Leuciscus danilewskii (Kessler, 1877)
- Leuciscus dzungaricus Paepke & Koch, 1998
- Leuciscus gaderanus Günther, 1899
- Aland (Leuciscus idus) (Linnaeus, 1758)
- Leuciscus illyricus (Heckel & Kner, 1858)
- Leuciscus latus (Keyserling, 1861)
- Leuciscus lehmanni Brandt, 1852
- Hasel (Leuciscus leuciscus) (Linnaeus, 1758)
- Leuciscus lindbergi Zanin & Eremejev, 1934
- Leuciscus merzbacheri (Zugmayer, 1912)
- Leuciscus microlepis (Heckel, 1843)
- Leuciscus montenigrinus Vukovic, 1963
- Leuciscus muticellus Bonaparte, 1837
- Leuciscus pleurobipunctatus (Stephanidis, 1939)
- Leuciscus polylepis (Steindachner, 1866)
- Leuciscus schmidti (Herzenstein, 1896)
- Strömer (Leuciscus souffia) Risso, 1826
- Leuciscus spurius (Heckel, 1843)
- Leuciscus svallize (Heckel & Kner, 1858)
- Leuciscus turskyi (Heckel, 1843)
- Amur-Weißfisch (Leuciscus waleckii) (Dybowski, 1869) [1]